# Confederazione Generale del Lavoro (Argentina)
La Confederazione Generale del Lavoro della Repubblica Argentina (Confederación General del Trabajo de la República Argentina in spagnolo), acronimo CGT, è la principale centrale sindacale dell'Argentina. Sorta nel 1930 come risultato di un accordo tra socialisti, sindacalisti rivoluzionari, comunisti e indipendenti per creare una centrale sindacale unitaria e pluralista. In generale ha avuto una maggioranza socialista fino al 1945 e una maggioranza peronista da allora. A livello internazionale, è affiliata alla Confederazione sindacale internazionale (mondiale), alla Confederazione Sindacale delle Americhe e al Comitato di Coordinamento dei Centri Sindacali del Cono Sud (CCSCS) (Mercosur).
In Argentina quasi un occupato su cinque e due lavoratori sindacalizzati su tre sono iscritti alla CGT, un dato una delle più grandi centrali sindacali del mondo.

## Storia

### La CGT durante ildecennio infame

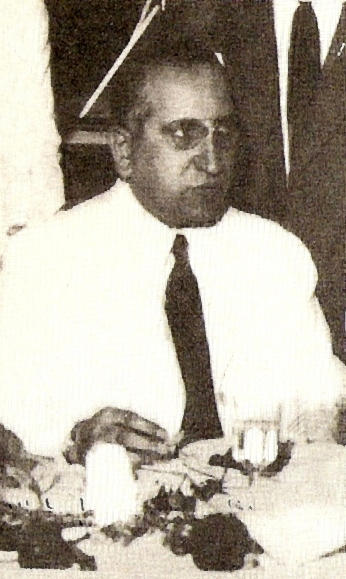
Ángel Borlenghi futuro ministro degli Interni durante i governi di Juan Domingo Perón.

La CGT fu fondata il 27 settembre 1930 come frutto della fusione tra la Confederación Obrera Argentina (COA), di tendenza socialista, e l'Unión Sindical Argentina (USA), d'orientamento sindacalista rivoluzionario che era subentrata alla FORA IX (Federazione Regionale dei Lavoratori Argentini, IX Congresso). In seguito si unirono alla CGT anche sindacati minori a guida comunista. La COA, che comprendeva i due principali sindacati dei ferrovieri argentini (l'Unión Ferroviaria e La Fraternidad), era il più grande dei due con 100.000 iscritti; l'USA, che comprendeva i sindacati dei centralinisti, dei portuali, dei tramvieri e dei dipendenti pubblici, ne rappresentava invece 15.000.
Durante il decennio infame degli anni '30 e il successivo sviluppo industriale, la CGT iniziò a costituirsi come una centrale sindacale forte, basata su una solida gerarchia verticistica, in concorrenza con la FORA V (Federazione Regionale dei Lavoratori Argentini, V Congresso), storicamente d'orientamento anarchico e strutturata orizzontalmente. Inizialmente incentrata sull'industria ferroviaria, la CGT fu guidata negli anni Trenta da Luis Cerruti e José Domenech (Unión Ferroviaria), Ángel Borlenghi (Confederación General de Empleados de Comercio) e Francisco Pérez Leirós (Unión de Obreros Municipales). La CGT divenne l'affiliata argentina della Federazione Internazionale dei Sindacati (un'organizzazione di cui sia gli USA che il COA erano stati membri per periodi più brevi).
Nel 1935 la CGT si spaccò a causa di un conflitto tra i socialisti ed i sindacalisti rivoluzionari, che portò alla creazione della CGT-Independencia (socialisti e comunisti) e della CGT-Catamarca (sindacalisti rivoluzionari). Quest'ultima ricostituì l'Unión Sindical Argentina (USA) nel 1937. La CGT si divise nuovamente nel 1942, dando vita alla CGT n°1, guidata dal ferroviere socialista José Domenech e contraria al comunismo, e alla CGT n°2, anch'essa guidata da un socialista (Pérez Leirós), che aveva aperto anche ai sindacati comunisti (edilizia, carne, stampa) e ad alcuni importanti sindacati socialisti (come il sindacato dei lavoratori del commercio al dettaglio guidato da Borlenghi e il sindacato dei dipendenti comunali guidato da Pérez Leirós).

### La CGT dopo la Rivoluzione del 43

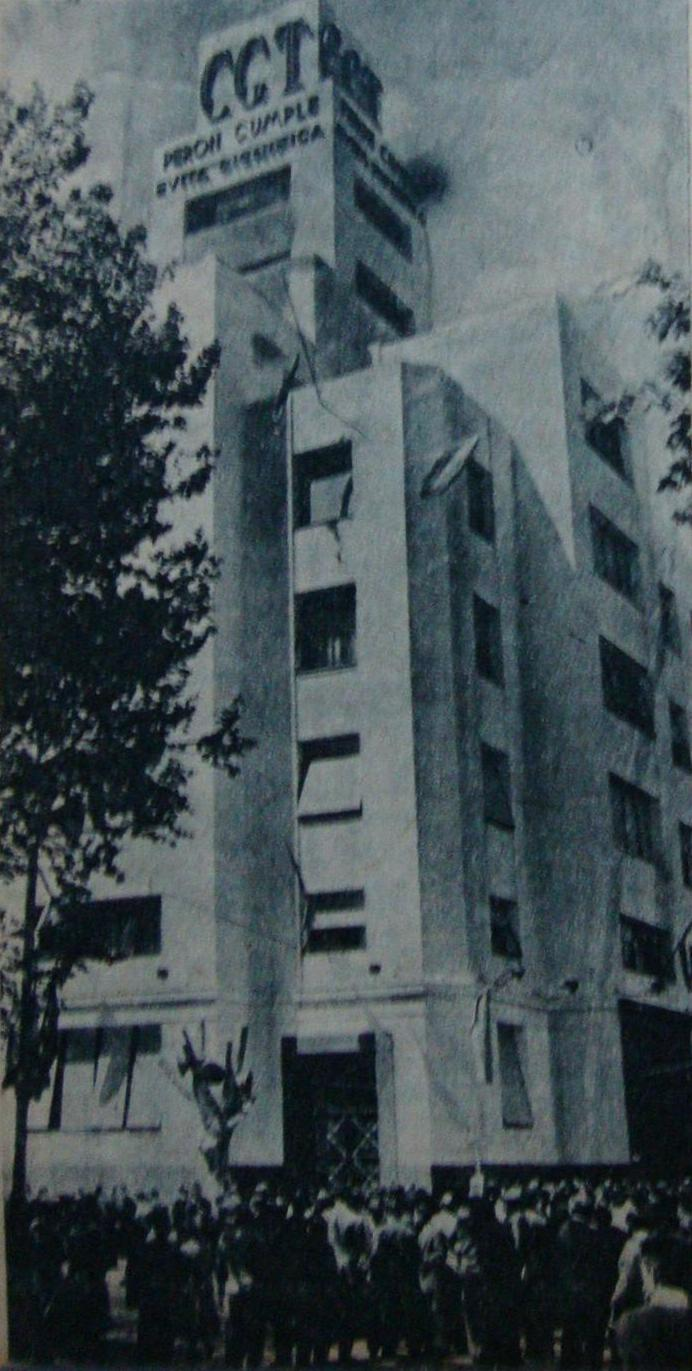
Il quartier generale della CGT in calle Azopardo a Buenos Aires nel 1953.

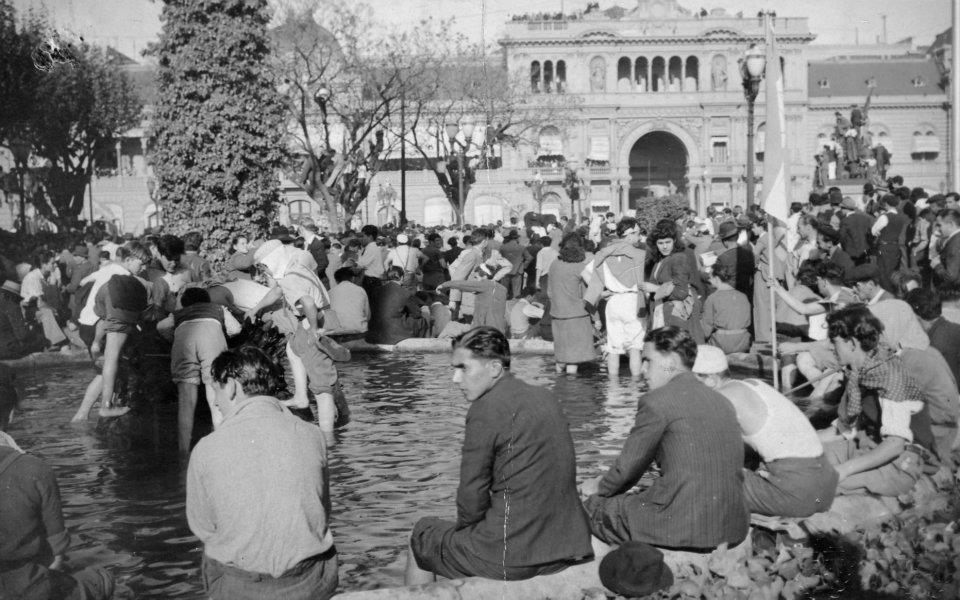
Il 17 ottobre 1945 un'enorme manifestazione operaia promossa dalla CGT marciò dai sobborghi proletari della capitale argentina sino a plaza de Mayo per chiedere la liberazione del vicepresidente Juan Domingo Perón.

Dopo il colpo di Stato del 1943, i dirigenti della CGT abbracciarono le politiche del Ministro del Lavoro, il colonnello Juan Domingo Perón. La centrale sindacale fu nuovamente unificata grazie all'affiliazione di molti sindacalisti della CGT n°2, sciolta nel 1943 dal governo militare.

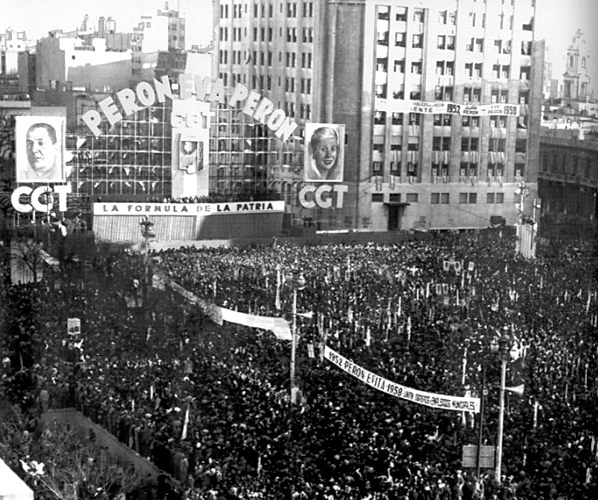
Manifestazione della CGT in appoggio a Juan Domingo Perón e a sua moglie Evita durante la campagna elettorale del 1951.

Quando Perón fu rimosso dal governo e confinato sull'isola Martín García, la CGT indisse una grande manifestazione popolare in Plaza de Mayo a Buenos Aires, il 17 ottobre 1945, ottenendo dalla giunta il rilascio di Perón e la promessa di indire le elezioni. Lo stesso giorno il sindacato fondò il Partito Laborista, diventando così fu uno dei principali sostenitori del peronismo durante le elezioni del febbraio 1946. Il Partito Laburista si fuse nel Partito Peronista nel 1947 e la CGT divenne una delle colonne portanti del Movimento Peronista, nonché l'unico sindacato riconosciuto dal governo di Perón. Due delegati della CGT, il socialista Ángel Borlenghi e l'avvocato Juan Atilio Bramuglia, furono nominati rispettivamente Ministro degli Interni e Ministro degli Esteri. Il colonnello Domingo Mercante, forse l'ufficiale militare più vicino al mondo del lavoro, fu eletto governatore della provincia Buenos Aires, la più importante del paese.
Durante gli anni dei governi di Perón il numero di lavoratori sindacalizzati crebbe notevolmente, passando da 520.000 (di cui la metà appartenenti alla CGT) a oltre 2,5 milioni (tutti iscritti ai 2.500 sindacati affiliati alla CGT). L'amministrazione peronista promulgò o ampliò in modo significativo numerose riforme sociali promosse dalla CGT tra cui: i salari minimi, i tribunali del lavoro, i diritti di contrattazione collettiva, i miglioramenti in materia di alloggi, sanità e istruzione, le assicurazioni sociali, le pensioni, le politiche economiche che incoraggiarono l'industrializzazione basata sulla sostituzione delle importazioni, una crescita dei salari reali fino al 50% e un aumento della quota dei lavoratori sul reddito nazionale dal 45% al 58%.

### La CGT dagli anni'50 al 1983
Dopo il colpo di Stato militare della Rivoluzione Liberatrice del 1955 che rovesciò Perón e mise fuori legge il peronismo, la CGT fu bandita dalla politica e la sua dirigenza fu sostituita da commissari di nomina governativa. In risposta, la CGT iniziò una campagna di destabilizzazione per porre fine alla proscrizione di Perón e ottenere il suo ritorno dall'esilio. 

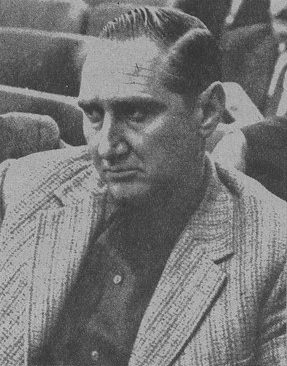
Augusto Vandor, El Lobo, leader dei metalmeccanici della UOM e tra i principali fautori della linea di un "peronismo senza Perón".

In mezzo a continui scioperi per il calo dei salari reali e la repressione politica, nel 1961 il leader dei lavoratori tessili dell'AOT Andrés Framini e il presidente argentino Arturo Frondizi negoziarono la fine di sei anni di amministrazione straordinaria governativa sulla CGT. Questa concessione, così come la revoca della proscrizione elettorale dei peronisti nel 1962, portò però al rovesciamento di Frondizi. Durante gli anni Sessanta, i leader della CGT tentarono di creare un "peronismo senza Perón", cioè una forma di peronismo che conservasse gli ideali populisti di Perón, ma che rifiutasse il culto della personalità che si era sviluppato intorno a lui negli anni quaranta e cinquanta. I principali esponenti di questa strategia furono l'Unión Popular, fondata dall'ex ministro degli Esteri Bramuglia e il leader degli operai metalmeccanici dell'UOM Augusto Vandor, che appoggiò la partecipazione attiva della CGT alle elezioni contro la volontà di Perón e divenne la figura chiave di quest'ultimo movimento. Vandor e Perón sostennero entrambi il rovesciamento del presidente Arturo Illia nel 1966, ma non riuscirono a raggiungere un accordo con il dittatore Juan Carlos Onganía.
Mentre gli iscritti ai sindacati della CGT rimasero ben al di sotto del picco raggiunto prima del golpe militare del 1955, essi godettero di risorse senza precedenti durante gli anni Sessanta. La CGT diversificò il proprio patrimonio (in gran parte restituito da Frondizi) con attività bancarie di investimento attraverso il Banco Sindical, assicurazioni vincolate e investimenti come quelli immobiliari. Di conseguenza nel 1965, le quote sindacali rappresentavano solo un terzo delle entrate complessive dei sindacati CGT. Oltre ai fondi per gli scioperi e alle assicurazioni sanitarie dei dipendenti (obras sociales), i sindacati destinarono questi profitti a servizi per gli iscritti, come cliniche, case di riposo, asili, biblioteche, scuole tecniche, catene di vendita al dettaglio sovvenzionate e alberghi nella zona balneare di Mar del Plata e in altre parti del paese. Tuttavia, quest'ampia disponibilità di risorse finanziarie generò sempre più corruzione tra i dirigenti sindacali. Molti infatti sollecitavano tangenti dai datori di lavoro con la minaccia di scioperi e uno di loro, il leader dell'Unione Commerciale Armando March, fu condannato nel 1969 per aver sottratto fino a 30 milioni di dollari dai conti del suo sindacato nel corso del decennio.

#### La divisione in CGT-Azopardo e CGT de los Argentinos

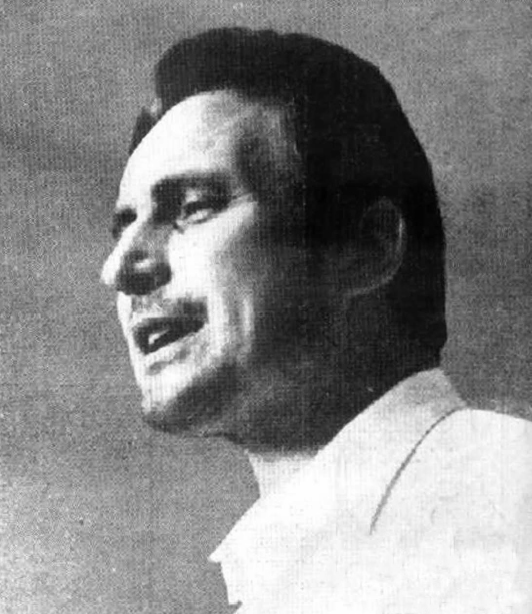
Raimundo Ongaro, leader della CGT de los Argentinos.

L'elezione del leader del sindacato dei tipografi Raimundo Ongaro a segretario generale nel 1968 portò a una nuova scissione all'interno della CGT. Questo evento era dovuto sia alla rivalità tra Ongaro e gli altri dirigenti sindacali, sia alla strategia del divide et impera perseguita dal Ministro del Lavoro Rubens San Sebastián, il quale rese inevitabile la scissione rifiutandosi di certificare l'elezione dello stesso Ongaro. La CGT si divise quindi in CGT-Azopardo, che raccoglieva i sostenitori della collaborazione con la giunta militare e per questa ragione erano chiamati "partecipazionisti", tra cui il segretario generale della CGT Augusto Vandor, oltre a José Alonso e al futuro segretario generale della CGT-Azopardo José Ignacio Rucci); e la CGT de los Argentinos (CGTA), guidata da Ongaro e contraria ad ogni dialogo con la dittatura. La CGTA, che comprendeva anche il leader dei lavoratori della luce e dell'energia elettrica di Córdoba Agustín Tosco, ebbe un ruolo chiave nella rivolta studentesca-lavorativa del Cordobazo del 1969, durante la quale indisse uno sciopero generale. La giunta militare incarcerò poi la maggior parte dei dirigenti della CGTA, che erano vicini a cause di sinistra come il Movimento dei sacerdoti per il Terzo Mondo, la Teologia della Liberazione e il movimento cinematografico Grupo Cine Liberación.
Dopo il fallimento di uno sciopero di 120 giorni nel complesso industriale Fabril Financiera e la riconciliazione tra Vandor - leader dei "partecipativi" - e Perón, la CGTA vide molti dei suoi sindacati aderire alle "62 Organizzazioni", il fronte politico peronista della CGT. Perón e il suo delegato Jorge Paladino seguirono una linea di cauta opposizione alla giunta militare, criticando con moderazione le politiche neoliberiste della giunta, aspettando un'esplosione del malcontento all'interno del governo. Nonostante ciò, nel 1969 la CGTA vantava ancora 286.184 iscritti; mentre la Nueva Corriente de Opinión (o Partecipazionismo), guidata da Alonso e dal leader del Sindacato Edilizio Rogelio Coria, vantava 596.863 iscritti. La CGT Azopardo di Vandor contava invece 770.085 tesserati e la maggioranza nel Congresso Confederale.

#### Lo scontro interno al peronismo con i Montoneros

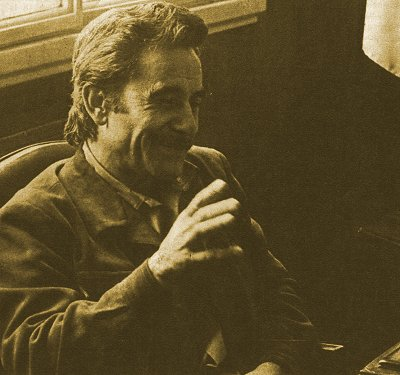
José Ignacio Rucci, segretario generale della CGT dal 1970 al 1973, verrà ucciso in un attentato.

Sul finire degli anni sessanta iniziò la stagione della lotta armata con la nascita diverse organizzazioni guerrigliere, tra cui i Montoneros di origine cristiano-nazionalista-peronista, uno dei cui obiettivi sarebbe stata "la burocrazia sindacale" della CGT. L'assassinio di Vandor nel 1969 e del segretario generale della CGT Alonso nel 1970 crearono un vuoto di potere che permise al successore di Vandor all'UOM, Lorenzo Miguel, di diventare l'uomo più potente della CGT. Miguel sfruttò la sua influenza per far sì che il suo principale rivale all'interno UOM, José Ignacio Rucci, ascendesse alla carica di nuovo Segretario generale della CGT. Con questa mossa Miguel trasformò così un rivale in un alleato, impedendo al più combattivo leader dei lavoratori della Luce e dell'Energia, Agustín Tosco, di salire alla massima carica della CGT.
Rucci mantenne buoni rapporti con la dittatura e si guadagnò l'amicizia di Perón. Gli anni successivi, tuttavia, furono funestati da dispute interne spesso sanguinose e dalla lotta contro i Montoneros, guerriglieri cattolico-nazionalisti espressione dell'ala di sinistra del peronismo. Nel settembre 1973, un commando uccise il segretario generale Rucci. I Montoneros, che non rivendicarono né smentirono la responsabilità, furono accusati della morte del sindacalista. L'evento innescò un'escalation di conflitti tra peronisti di sinistra e di destra, guidati rispettivamente dai Montoneros e dall'Alleanza Anticomunista Argentina e che culminerà anni dopo con il massacro di Ezeiza. Tra gli altri dirigenti della CGT uccisi da esponenti della sinistra peronista si ricordano il capo del Sindacato delle macchine e degli autoveicoli Dirck Kloosterman e il capo del Sindacato delle costruzioni Rogelio Coria.

#### La guerra sporca e la dittatura militare
Fermamente anticomunista, nel 1975 la CGT si affiliò alla Confederazione Internazionale dei Sindacati Liberi (ICFTU). Durante la guerra sporca e la dittatura militare che insanguinò l'Argentina nella seconda metà degli anni settanta, almeno 2.700 dei 30.000 desaparecidos, pari al 30% del totale, erano operai. Tra questi vi erano numerosi dirigenti e attivisti della CGT, in particolare René Salamanca del sindacato dei lavoratori dell'auto di Córdoba e il leader del sindacato della luce e dell'energia Oscar Smith. Dapprima sospesa temporaneamente, la CGT fu poi sciolta dalla giunta militare. Nonostante la proscrizione, nel 1978 i sindacati della CGT si riorganizzarono in due fazioni: una, denominata CGT-Brasil, che sosteneva un'opposizione frontale alla dittatura (nota inizialmente come "Commissione dei 25") e un'altra, denominata prima CNT e poi CGT-Azopardo (guidata da Ramón Baldassini e Jorge Triaca), che sosteneva la necessità di un negoziato con i militari. Sia la CGT-Brasil che la CGT-Azopardo prendevano il nome dalle strade in cui si trovavano le rispettive sedi. La CGT-Azopardo fu così in grado di negoziare con la dittatura militare il controllo delle organizzazioni di assicurazione sanitaria dei dipendenti.
La CGT e il mondo del lavoro in generale dovettero subire non solo la repressione diretta operata dalla dittatura, ma dovettero affrontare anche una  brusca virata a destra della politica economica nazionale sotto l'egida del ministro dell'Economia José Alfredo Martínez de Hoz. I ripetuti congelamenti salariali che portarono a un calo del 40% dei salari reali, così come le politiche di libero scambio e la deregolamentazione finanziaria che danneggiarono la produzione industriale e il credito interno, ebbero un impatto negativo sulla CGT. Il "25" proclamò quindi il primo di una serie di scioperi generali contro la dittatura il 27 aprile 1979. Di conseguenza la sua dirigenza fu incarcerata. Sebbene ancora ufficialmente proscritti, questi sindacati ricostituirono la CGT come "CGT-Brasil" il 7 novembre 1980, eleggendo il leader del sindacato dei lavoratori della birra Saúl Ubaldini come segretario generale. La CGT riorganizzata indisse un secondo sciopero generale il 22 luglio 1981, quando un'ondata di fallimenti bancari portò a una forte recessione, radunando decine di migliaia di manifestanti. Il 30 marzo 1982, un numero ancora maggiore di persone rispose all'appello di manifestare a favore della democrazia in Plaza de Mayo, a Buenos Aires e in altre città del Paese. In seguito, migliaia di persone furono arrestate e due giorni dopo, molto indebolita, la giunta militare iniziò la guerra delle Falkland, nel tentativo di rafforzare il sentimento nazionalistico e ricompattare l'opinione pubblica.
La sconfitta nella guerra delle Falkland portò al crollo del regime militare e alla convocazione di elezioni democratiche, in cui vinse il radicale Raúl Alfonsín, sconfiggendo il peronismo con una campagna in cui lo accusò di promuovere un patto militare-sindacale. All'inizio del suo governo, Alfonsín decise di affrontare di petto la CGT. Una delle sue prime misure intraprese fu quella di inviare al Parlamento una nuova legge sindacale che non era stata consultata o concordata con i sindacati. La CGT rispose con una serie di scioperi generali (13 in totale) che finirono per indebolire il governo. Non avendo la maggioranza al Senato, un Alfonsín indebolito decise di modificare la sua strategia iniziale e di negoziare con la CGT, ottenendo una legge sul consenso sindacale che fu approvata all'unanimità da entrambe le camere del Congresso.

### Dal ritorno della democrazia ai giorni nostri
Nel 1982, in vista delle elezioni presidenziali e del ritorno della democrazia, la CGT si spaccò nuovamente sulla questione della combattività, con il leader dell'Unione della Plastica Jorge Triaca a capo della fazione favorevole al dialogo di calle Azopardo, con il sostegno del leader dell'UOM Lorenzo Miguel, e Ubaldini di nuovo a capo della fazione più combattiva di avenida Brasil. Alla divisione interna della CGT e ad una nuova ondata di scioperi si unirono a un efficace messaggio di campagna elettorale da parte dei tradizionali rivali dei peronisti - i radicali e il loro candidato, Raúl Alfonsín - che denunciò sia il caos in corso sia l'accordo tra i giustizialisti e la giunta, criticando un "patto militare-lavorativo". Eletto Presidente dell'Argentina nel 1983, l'anno seguente Alfonsín non riuscì a far passare al Senato una nuova legge che regolamentava il mondo sindacale e garantisse la libertà di associazione. In una successiva serie di negoziati con i sindacati, il presidente argentino concesse il posto di Ministro del Lavoro a un dirigente della CGT (il leader del sindacato dei pastai Hugo Barrionuevo).
La CGT si riunì sotto la guida di Ubaldini dopo le elezioni del 1983. In un contesto di nuovo declino dei salari reali, la CGT indisse 13 scioperi generali durante il governo di Alfonsín, oltre a centinaia di scioperi settoriali. Nel 1989, con l'iperinflazione che corrodeva l'economia, la CGT introdusse un programma in 26 punti per sostenere la candidatura alle presidenziali del candidato del Partito Giustizialista Carlos Menem, che comprendeva misure come la dichiarazione di un default unilaterale sul debito estero. Menem vinse le elezioni del 1989 con una piattaforma elettorale populista, ma affidò il Ministero dell'Economia Jorge Born, esponente di una storica famiglia proprietaria del colosso alimentare Bunge y Born. Questa svolta portò a una scissione all'interno della CGT alla fine del 1989, ma in seguito a un congresso del 1991, in cui le preoccupazioni per le politiche di libero mercato del nuovo ministro dell'Economia Domingo Cavallo dominarono l'ordine del giorno, la CGT si riunì con un accordo che prevedeva il mantenimento del sindacato in una posizione di sostegno condizionato alle misure, che avevano già riavviato la crescita economica. L'intransigente Ubaldini fu sostituito dal leader dei lavoratori della luce e dell'energia Oscar Lescano.

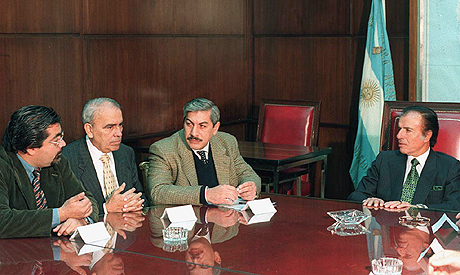
Il presidente argentino Carlos Menem riunito con i vertici della CGT nella Casa Rosada nel 1997.

La mossa causò tuttavia un certo dissenso e portò alla costituzione della Central de Trabajadores Argentinos (CTA), guidata da Víctor de Gennaro, e allo sviluppo di una fazione dissidente guidata dal leader del sindacato dei camionisti Hugo Moyano, l'MTA. Le ampie vittorie di Menem alle elezioni di medio termine del 1991 diedero slancio al suo programma di riforme del lavoro, molte delle quali comprendevano, ad esempio, la limitazione della retribuzione degli straordinari e l'alleggerimento degli indennizzi per i licenziamenti. Sotto la pressione dei lavoratori, Lescano indisse uno sciopero generale alla fine del 1992 (il primo durante il mandato di Menem). Sempre più emarginato all'interno del Partito Giustizialista, tuttavia, si dimise nel maggio successivo a favore del leader dei lavoratori dell'acciaio Naldo Brunelli.
La CGT appoggiò la campagna per la rielezione di Menem nel 1995; ma a seguito di una forte recessione, la CGT, la CTA e l'MTA reagirono congiuntamente a metà dell'anno successivo con due scioperi generali contro le politiche neoliberiste del governo, la cui enfasi sul libero commercio e i forti aumenti di produttività erano ritenuti responsabili dei più alti tassi di disoccupazione dalla grande depressione. A parte queste dimostrazioni di forza, la CGT, guidata dal leader del Sindacato dei Trasformatori Alimentari Rodolfo Daer, rimase conciliante con Menem. La sconfitta del partito alle elezioni di metà mandato del 1997 non lasciava presagire nulla di buono per le sue possibilità nel 1999 (elezioni che poi perse).

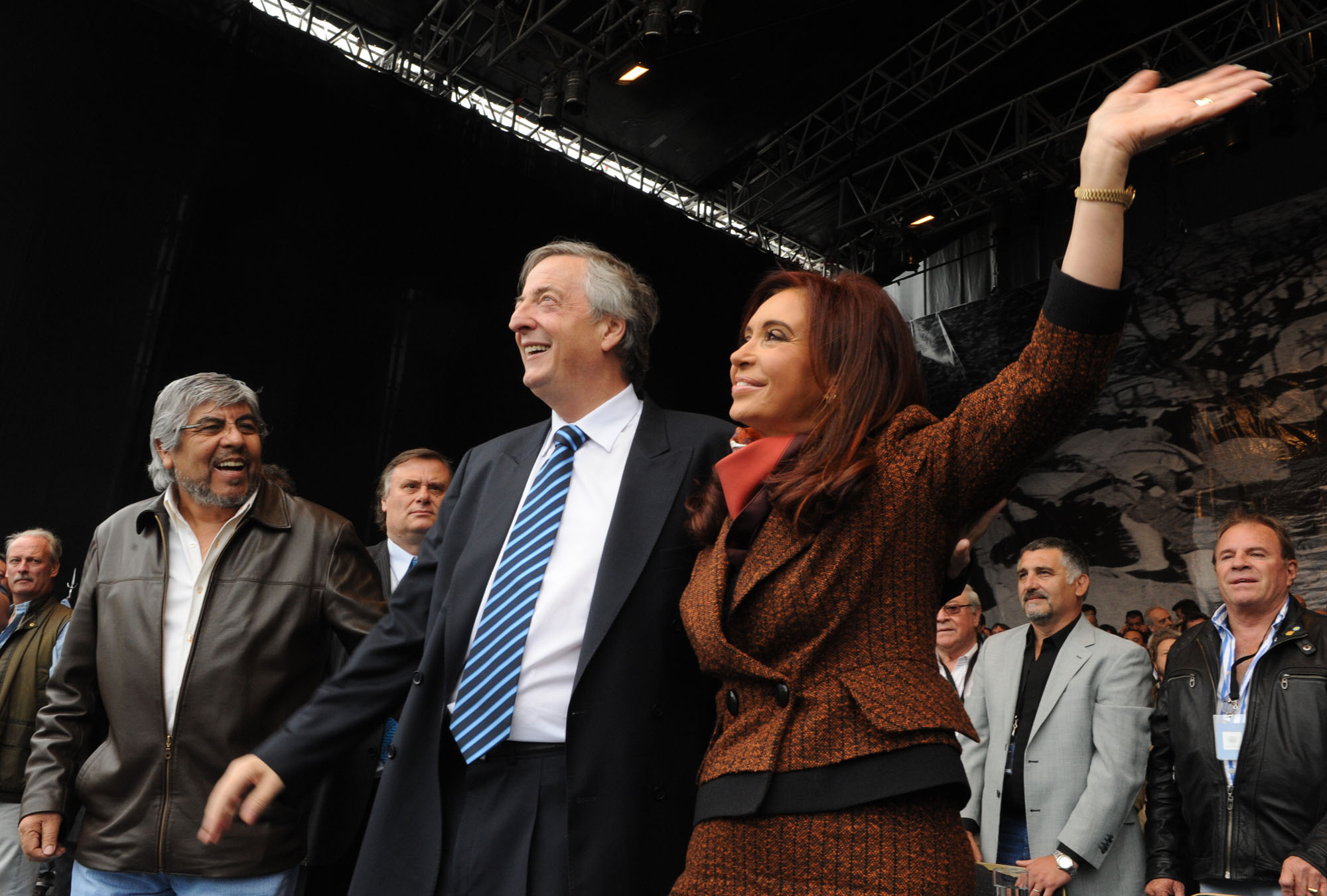
Il segretario generale della CGT Hugo Moyano (a sinistra) insieme all'ex-presidente argentino Néstor Kirchner e alla moglie di quest'ultimo, la presidente Cristina Fernández de Kirchner, durante la manifestazione per il Giorno della Lealtà del 2010.

Nel 2000 la coesione all'interno della CGT è stata nuovamente messa a dura prova. La spinta del presidente Fernando de la Rúa verso la flessibilizzazione del diritto del lavoro finì in uno scandalo e annullò il suo riavvicinamento a Daer e alla leadership della CGT. La posizione conciliante di Daer, a sua volta, diede vita a una fazione "ribelle" della CGT guidata da Julio Piumato e rese definitiva la rottura di Moyano con la CGT. Il crollo del governo di de la Rúa alla fine del 2001 lasciò spazio all'ex governatore della provincia di Buenos Aires Eduardo Duhalde, la cui alleanza con il leader dell'MTA Hugo Moyano contribuì a riunire gran parte di ciò che restava della CGT sotto la sua guida. La CGT riunita ha eletto Moyano segretario generale nel 2004. Beneficiando di una stretta alleanza con il kirchnerismo (al potere nel governo argentino dal 2003), Moyano ha sfruttato la sua capacità di capo del Consiglio per i salari (un comitato consultivo ufficiale) per assicurarsi una posizione più forte nella contrattazione collettiva e frequenti aumenti del salario minimo.
A partire dalla fine degli anni novanta la CGT, pur essendo nettamente maggioritaria, ha dovuto rinunciare al monopolio dello spazio socio-lavorativo, per iniziare a condividerlo, almeno in parte, con la CTA e con le organizzazioni dei disoccupati di sinistra e dei cristiano-sociali (piqueteros) che sono state protagoniste di forti scontri di piazza e sociali negli ultimi anni.
Inoltre, la CGT, storicamente molto frammentata come il suo partner politico, il Partito Giustizialista, ha continuato a essere afflitta dalle continue scissioni. Le divergenze di lunga data con il leader dei lavoratori gastronomici Luis Barrionuevo hanno portato a una nuova scissione all'interno della CGT nel 2008, quando lo stesso Barrionuevo ha raggruppato 40 sindacati in una CGT "bianca e blu". Moyano si è comunque assicurato la rielezione a capo della CGT, conservando il sostegno di 134 sindacati, tra i quali quelli con più iscritti. La sua alleanza con il kirchnerismo si è però rapidamente erosa dopo le elezioni del 2011. Messa da parte durante la campagna elettorale, la CGT ha visto infatti negarsi la richiesta di includere un maggior numero di suoi funzionari nella lista della coalizione peronista Fronte per la Vittoria per il Congresso. L'alleanza di Moyano con l'amministrazione di Cristina Fernández de Kirchner si è di fatto conclusa con una serie di scioperi indetti dal sindacato dei camionisti (guidato da suo figlio Pablo) nel giugno 2012. Nel luglio seguente Moyano aveva perso il sostegno della maggior parte dei sindacati più grandi. Questi ultimi si sono radunati dietro il leader della UOM Antonio Caló, che è stato eletto segretario generale della CGT "ufficiale" in ottobre, mentre Moyano ha continuato a guidare la CGT "dissidente" in un'alleanza libera con Barrionuevo e Pablo Micheli della CTA dissidente.
Lo scisma interno della CGT si è concluso nel 2016 a seguito di una serie di misure di austerità decretate dal neoeletto presidente Mauricio Macri. Il 22 luglio dello stesso annoi rappresentanti della maggior parte dei sindacati della CGT hanno raggiunto un accordo che riunifica la CGT sotto un triumvirato guidato da Rodolfo Daer, Juan Carlos Schmidt e Carlos Acuña. Ognuno di loro rappresenta le tre fazioni della CGT: Daer, la CGT-Alsina guidata da Antonio Caló; Schmidt, la CGT-Azopardo guidata da Hugo Moyano; e Acuña, la CGT Blu e Bianca (la più conservatrice) guidata da Luis Barrionuevo. Il triumvirato ha giurato formalmente il 22 agosto successivo.
Nel novembre 2021, nel pieno delle tensioni interne al governo di Alberto Fernández, la CGT ha rinnovato il suo triumvirato nominando Héctor Daer, Pablo Moyano e Carlos Acuña. La scelta di questi tre nomi, e la contemporanea esclusione di altri dirigenti vicini al kirchnerismo e alla vicepresidente Cristina Fernández, è da leggersi come un sostegno del sindacalismo alla figura del presidente Fernández e di contrasto all'azione della vicepresidente Cristina Fernández de Kirchner.

## Principali sindacati della CGT
- Federación Argentina de Empleados de Comercio y Servicios
- Confederación de Trabajadores de la Educación de la República Argentina
- Unión Obrera de la Construcción de la República Argentina (UOCRA)
- Unión del Personal Civil de la Nación
- Federación Nacional de la Alimentación
- Federación de Asociaciones de Trabajadores de la Sanidad Argentina
- Unión Obrera Metalúrgica (UOM)
- Unión de Trabajadores del Turismo, Hoteleros y Gastronómicos de la República Argentina
- Federación Nacional de Trabajadores Camioneros y Empleados del Transporte
- Asociación Trabajadores del Estado
- Unión Argentina de Trabajadores Rurales y Estibadores
- Sindicato de Mecánicos y Afines del Transporte Automotor
- Federación Argentina de Trabajadores de Luz y Fuerza
- Unión Tranviarios Automotor
- Asociación Obrera Textil